# Boulevard Auguste Reyers
Pour les articles homonymes, voir Auguste et Reyers.
Le boulevard Auguste Reyers (en néerlandais : Auguste Reyerslaan) est une artère importante faisant partie de la Moyenne Ceinture de Bruxelles (R21) situé sur le territoire de la commune de Schaerbeek qui va de la place Général Meiser au square Vergote en passant par la place des Carabiniers, la rue du Saphir, l'avenue de l'Émeraude, l'avenue Émile Max, l'avenue de l'Opale, l'avenue Adolphe Lacomblé, l'avenue du Diamant, le début de l'autoroute Bruxelles-Liège, l'avenue de Roodebeek, l'avenue des Cerisiers et finalement la rue Général Gratry. Il est le prolongement du boulevard Général Wahis et est prolongé par le boulevard Brand Whitlock.

## Origine du nom
Le boulevard porte le nom d'un militaire belge et ancien bourgmestre de Schaerbeek, Auguste Reyers, né à Aarschot le 30 août 1843 et décédé à Schaerbeek le 30 mai 1924.

D'autres voies ont reçu le nom d'un ancien bourgmestre schaerbeekois :
- place Colignon
- avenue et place Dailly
- avenue Docteur Dejase
- avenue Raymond Foucart
- rue Geefs
- place Général Meiser
- rue Goossens
- rue Herman
- avenue Huart Hamoir
- rue Guillaume Kennis
- rue Ernest Laude
- rue Massaux
- rue Van Hove

## Histoire
Le boulevard Auguste Reyers constitue la partie schaerbeekoise du grand boulevard circulaire proposé en 1866 par l'inspecteur-voyer Victor Besme dans son Plan d'ensemble pour l'extension et l'embellissement de l'Agglomération bruxelloise. Si l'aménagement de son tronçon longeant le Tir national, entre l'avenue de Roodebeek et la chaussée de Louvain, était déjà décidé en 1889, le reste du futur boulevard Auguste Reyers ne fut percé qu'à partir de 1909.
Le boulevard fut doté d'un terre-plein planté d'arbres et une zone de recul de 9,5 m réservée pour le bâti. La nouvelle artère qui devait s'appeler boulevard Militaire fut rebaptisée en 1911 en hommage à Auguste Reyers, bourgmestre de Schaerbeek de 1909 à 1921.

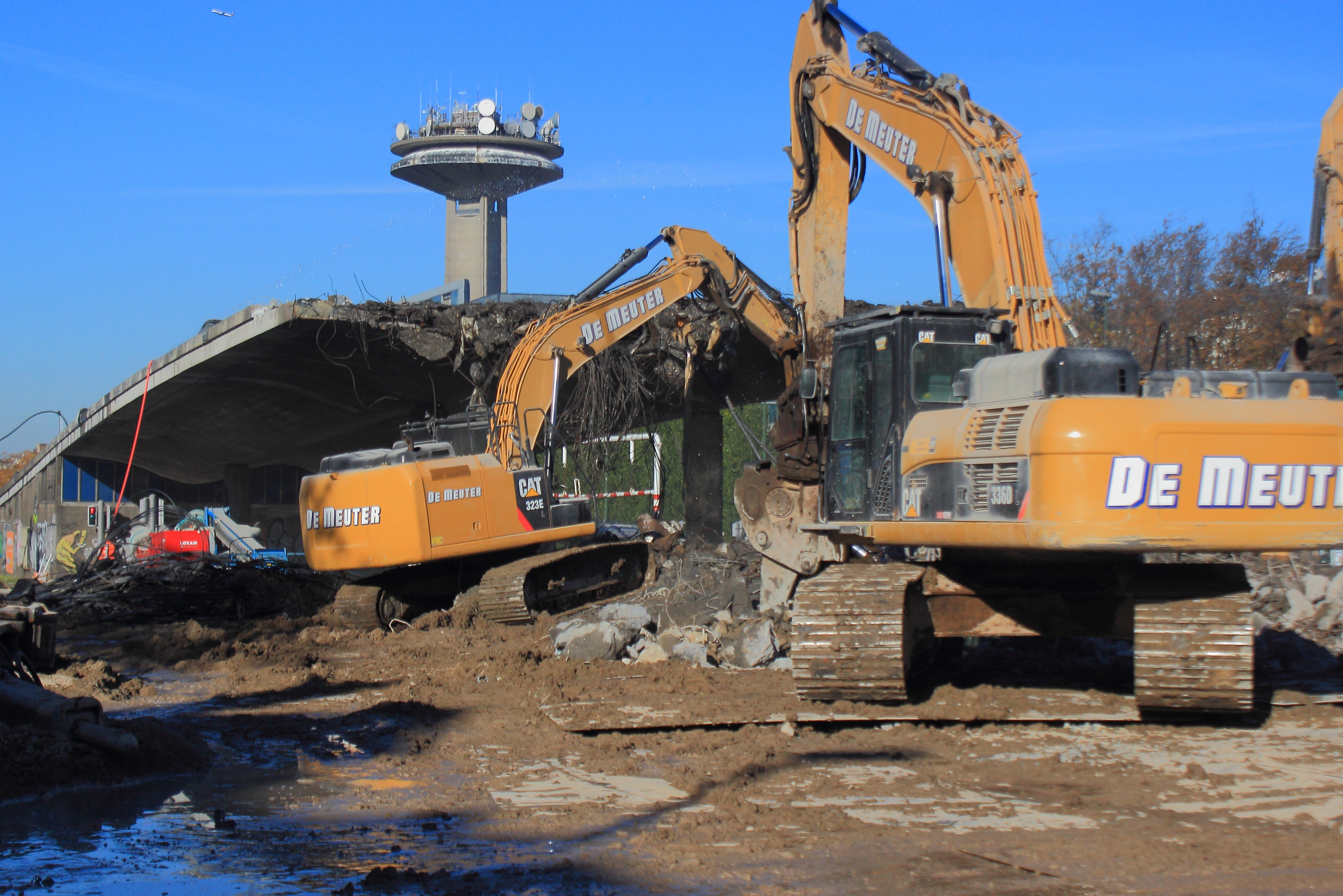
Démolition du viaduc Reyers le 1 novembre 2015

La création de l'autoroute Bruxelles-Liège, l'actuelle E 40, nécessita un réaménagement du boulevard. L'autoroute y était reliée par des tunnels à trémies symétriques vers la place Meiser et vers le square Vergote. La construction d'un viaduc, envisagée dès 1967 entre la rue Général Gratry et l'avenue de l'Opale, fut réalisée au début des années 1970. En 2014, à la suite de la découverte de fissures dans l'ouvrage, on entama sa rénovation. Comme celle-ci se révélait beaucoup plus coûteuse que prévu, elle fut interrompue et le gouvernement bruxellois décida de procéder à sa démolition.

## Adresses notables
- no ? : Jean-Baptiste Meiser habitait boulevard Auguste Reyers où il mourut en 1940
- no 32 : ancien emplacement du Moof Museum
- no 52 : RTBF, VRT & Tour Reyers
- no 120 : Maison Brison conçue par l'architecte Eugène Van Dievoet
- no 163 : Musée du Clockarium
- carsharing Cambio (voiture partagée) - station Diamant